# Liste der Bodendenkmäler in Wildflecken
Auf dieser Seite sind die Bodendenkmäler in dem unterfränkischen Markt Wildflecken zusammengestellt. Diese Tabelle ist eine Teilliste der Liste der Bodendenkmäler in Bayern. Grundlage ist die Bayerische Denkmalliste, die auf Basis des Bayerischen Denkmalschutzgesetzes vom 1. Oktober 1973 erstmals erstellt wurde und seither durch das Bayerische Landesamt für Denkmalpflege geführt wird. Die folgenden Angaben ersetzen nicht die rechtsverbindliche Auskunft der Denkmalschutzbehörde.

## Bodendenkmäler in Wildflecken

### Bodendenkmäler in der Gemarkung Neuwildflecken
| Lage                      | Objekt | Akten-Nr.     | Bild |
| ------------------------- | --- | ------------- | ---- |
| Neuwildflecken (Standort) | Untertägige Teile der spätmittelalterlichen Burgruine Werberg. Siehe auch: Ruine Werberg                                                                              | D-6-5624-0023 |      |
| Neuwildflecken (Standort) | Untertägige Teile der frühneuzeitlichen Katholischen Wallfahrtskirche Maria Ehrenberg sowie Fundamente frühneuzeitlicher Vorgängerbauten. Siehe auch: Maria Ehrenberg | D-6-5624-0024 |      |
| Neuwildflecken (Standort) | Mittelalterlicher Burgstall Rabenstein. Siehe auch: Ruine Rabenstein (Rhön)                                                                                           | D-6-5625-0008 |      |
| Neuwildflecken (Standort) | Glashütte des späten Mittelalters und der frühen Neuzeit. | D-6-5625-0030 |      |

### Bodendenkmäler in der Gemarkung Oberbach
| Lage                | Objekt | Akten-Nr.     | Bild |
| ------------------- | --- | ------------- | ---- |
| Oberbach (Standort) | Fundamente eines frühneuzeitlichen Vorgängerbaus der Katholischen Pfarrkirche Mariä Himmelfahrt in Oberbach sowie Körpergräber der frühen Neuzeit. Siehe auch: Mariä Himmelfahrt (Oberbach) | D-6-5625-0021 |      |

### Bodendenkmäler in der Gemarkung Wildflecken
| Lage                   | Objekt | Akten-Nr.     | Bild |
| ---------------------- | --- | ------------- | ---- |
| Wildflecken (Standort) | Untertägige Teile der frühneuzeitlichen Katholischen Pfarrkirche St. Josef in Wildflecken. Siehe auch: St. Josef (Wildflecken) | D-6-5625-0018 |      |